# Рюман, Вильгельм фон
Вильгельм фон Рюман (Рюманн; нем. Wilhelm von Rümann; 11 ноября 1850[…], Ганновер — 6 февраля 1906[…], Аяччо) — немецкий скульптор и медальер, один из наиболее востребованных скульпторов Кайзеровской Германии.

## Биография

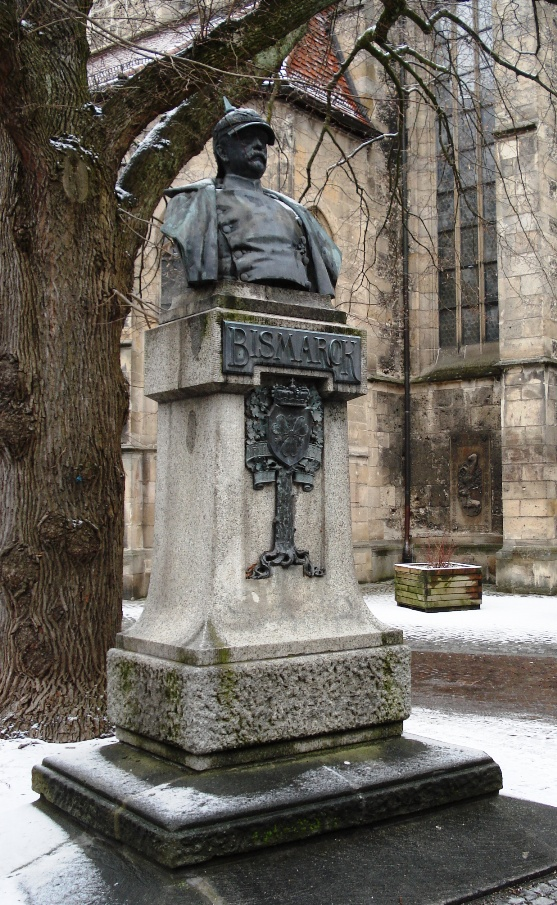
Бюст Отто фон Бисмарка, Бад-Урах

Вильгельм Рюман родился в 1850 году в городе Ганновере, который на тот момент являлся столицей одноименного королевства. Однако, в 1866 году (когда Рюману было примерно 16 лет) королевство Ганновер был аннексировано Пруссией, а к 1871 году (когда Рюману был 21 год) объединение Германии под эгидой Пруссии завершилось. 
Начиная со следующего 1872 по 1874 год Рюман учился в Мюнхенской академии художеств, а затем вплоть до 1880 года стажировался в мастерской Михаэля Вагмюллера. 
Начиная с 1887 года Вильгельм Рюман преподавал скульптуру в Мюнхенской академии, которую ранее сам окончил, а в 1891 году, за заслуги в области искусства, был возведён в дворянское достоинство и получил право ставить перед своей фамилией дворянский префикс «фон». 
В 1902 году на Большой Берлинской художественной выставке работы фон Рюмана были награждены золотой медалью.
Рюман создал большое количество памятников и статуй, которые отличает изысканность и продуманность композиций. Постаменты памятников работы фон Рюмана обычно имеют достаточно сложную форму, украшены дополнительными скульптурными группами и аллегорическими фигурами; в некоторых случаях пъедесталы, дополненные каменными чашами, выполняют функции фонтанов. 
Помимо памятников, Рюман являлся автором нескольких медалей и многочисленных надгробий (в особенности, для мюнхенских городских кладбищ). Его учениками по Мюнхенской академии были многие известные в дальнейшем немецкие скульпторы.
Скончался фон Рюман в 1906 году на Корсике во время путешествия и был похоронен в Мюнхене.

## Галерея

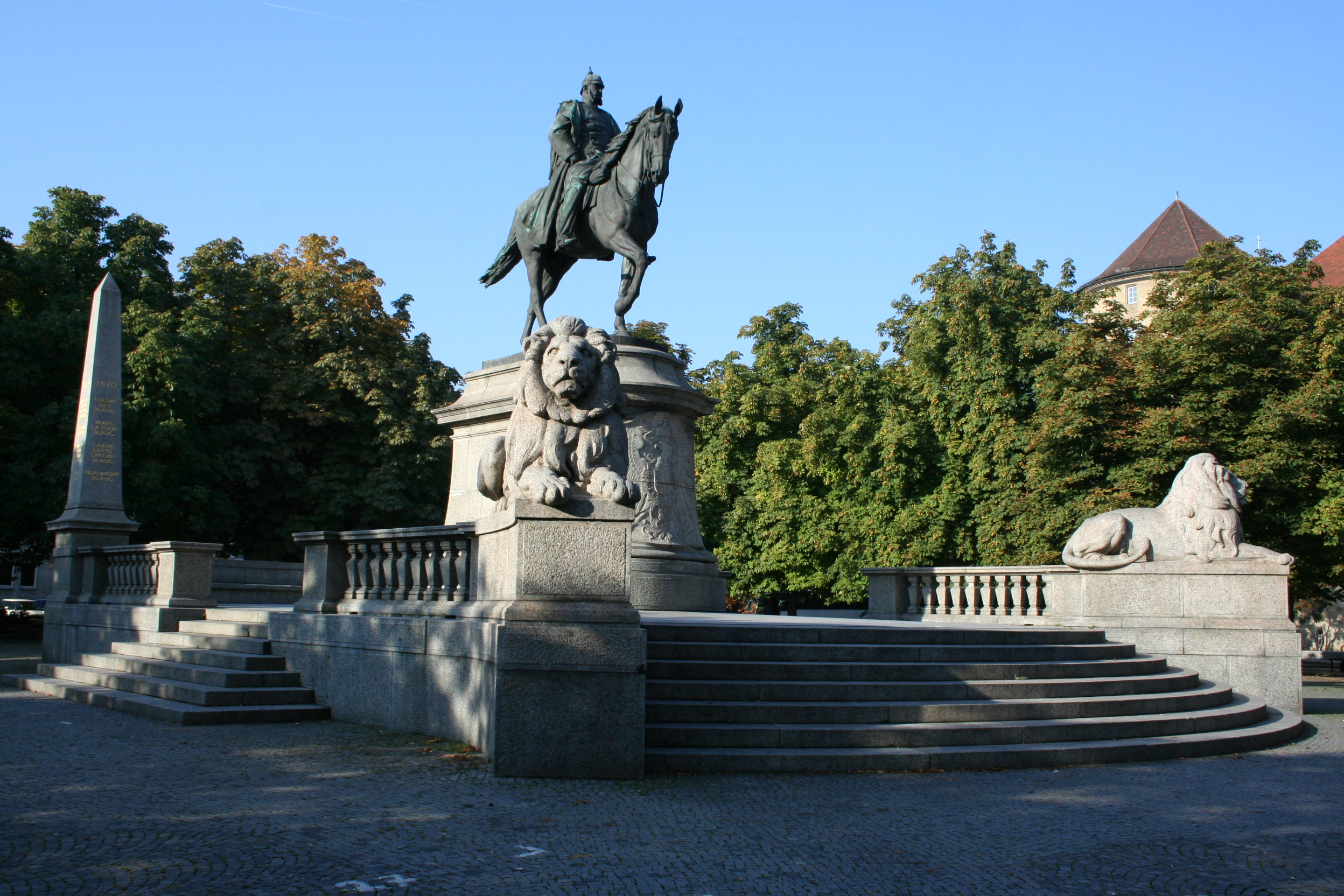
Памятник кайзеру Вильгельму I в Штутгарте
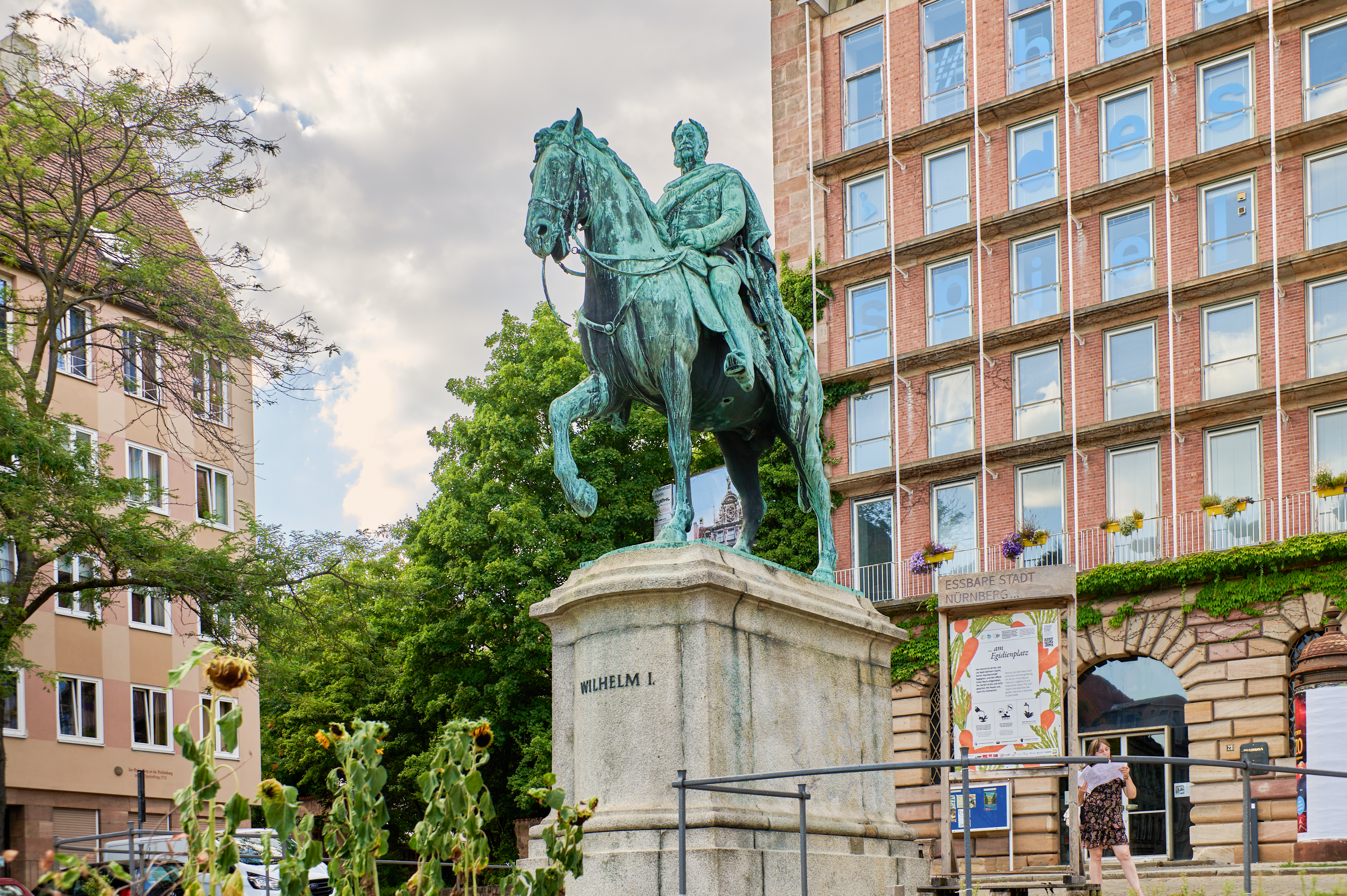
Памятник кайзеру Вильгельму I в Нюрнберге
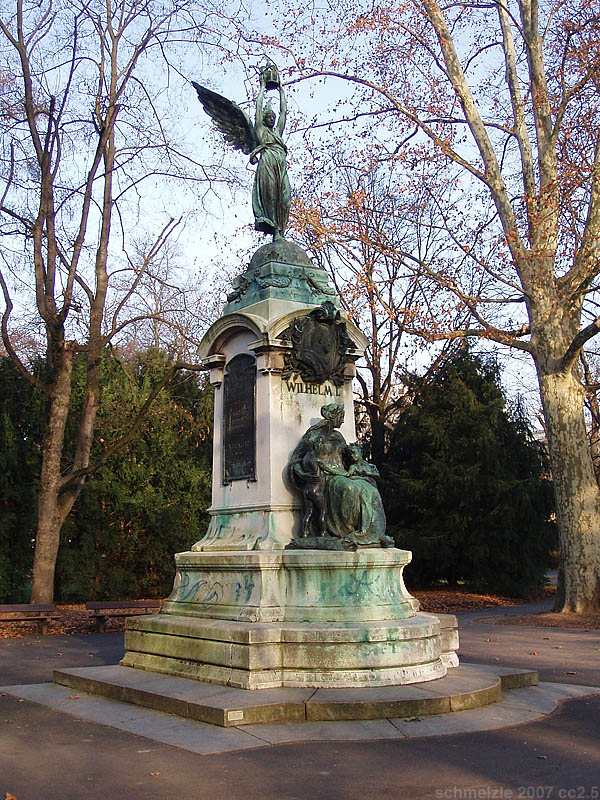
Памятник кайзеру Вильгельму I в Хайльбронне
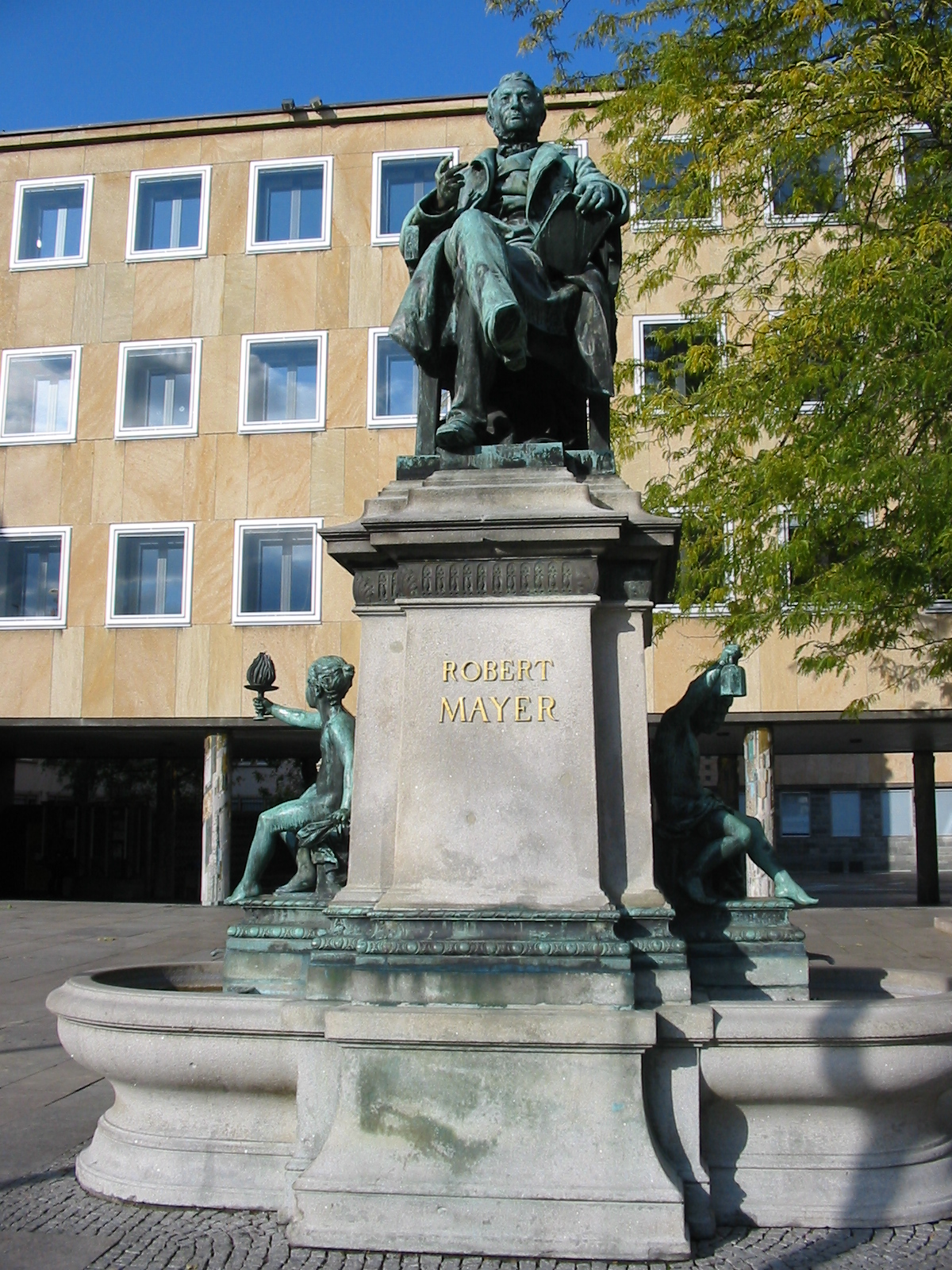
Памятник-фонтан Юлиусу Роберту фон Майеру в Хайльбронне
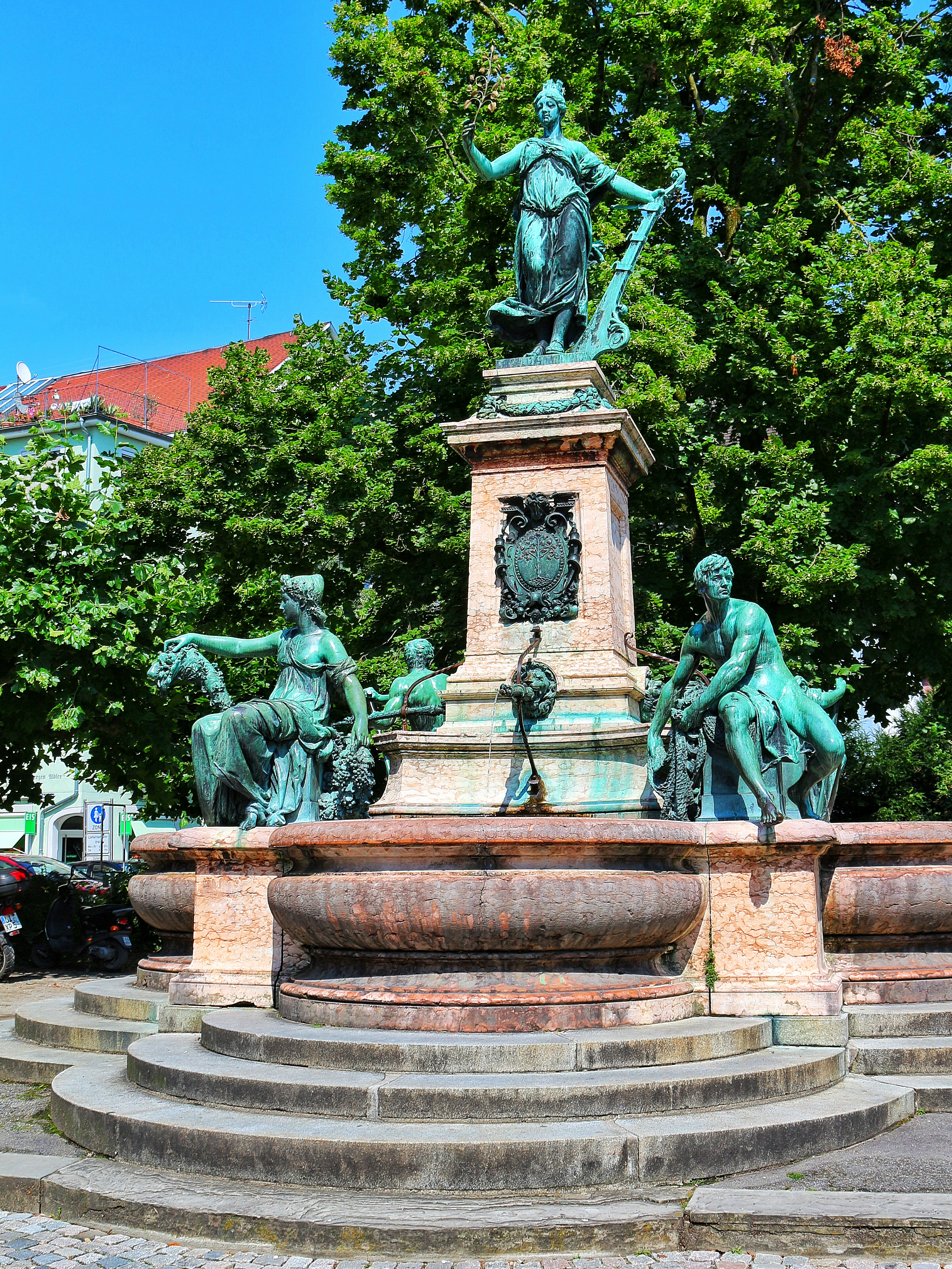
Фонтан в честь 20-летия правления короля Людвига II Баварского, установленный в 1884 году в Линдау на Боденском озере
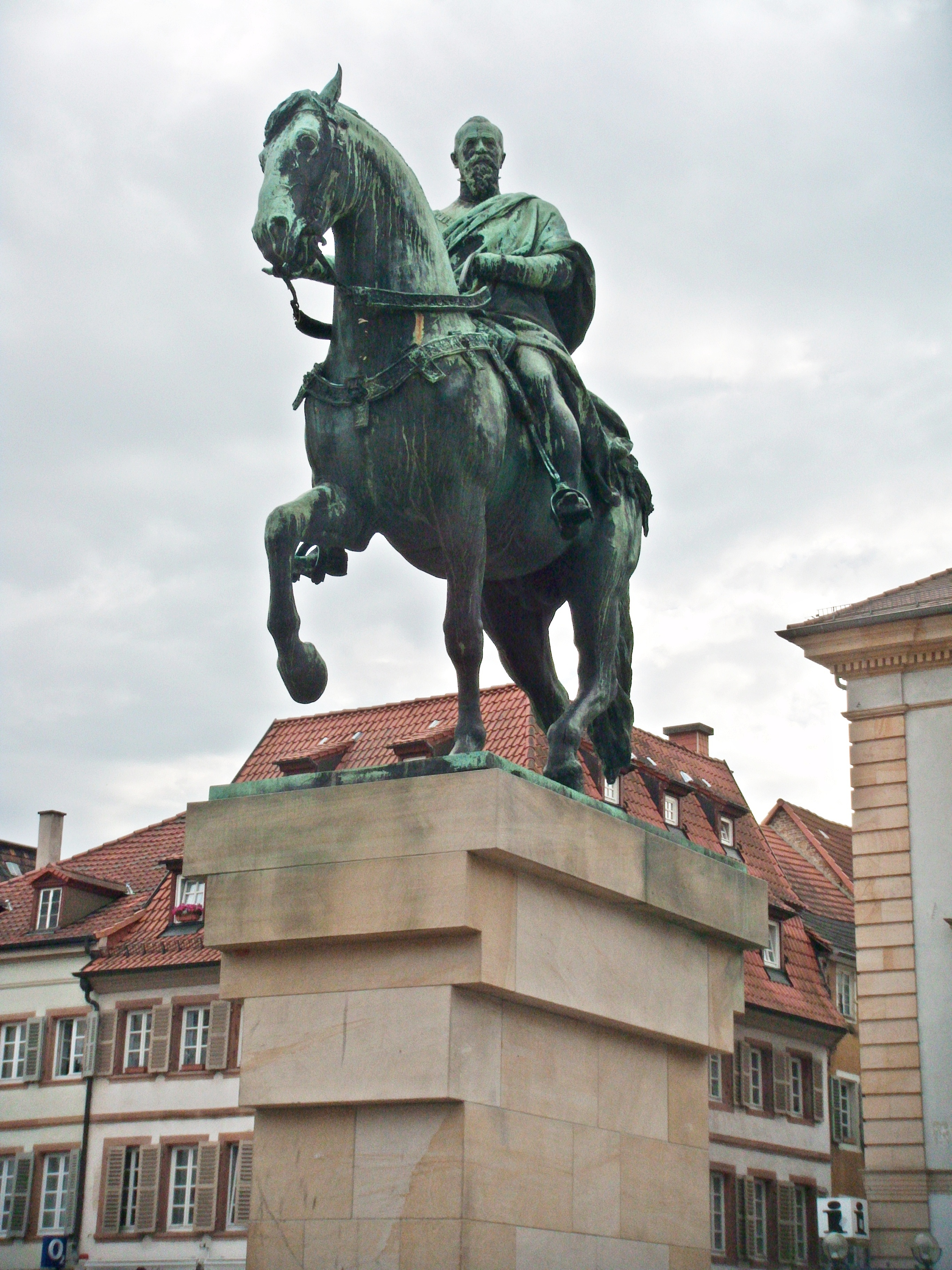
Прижизненный конный памятник принцу-регенту Луитпольду Баварскому в Ландау-ин-дер-Пфальц
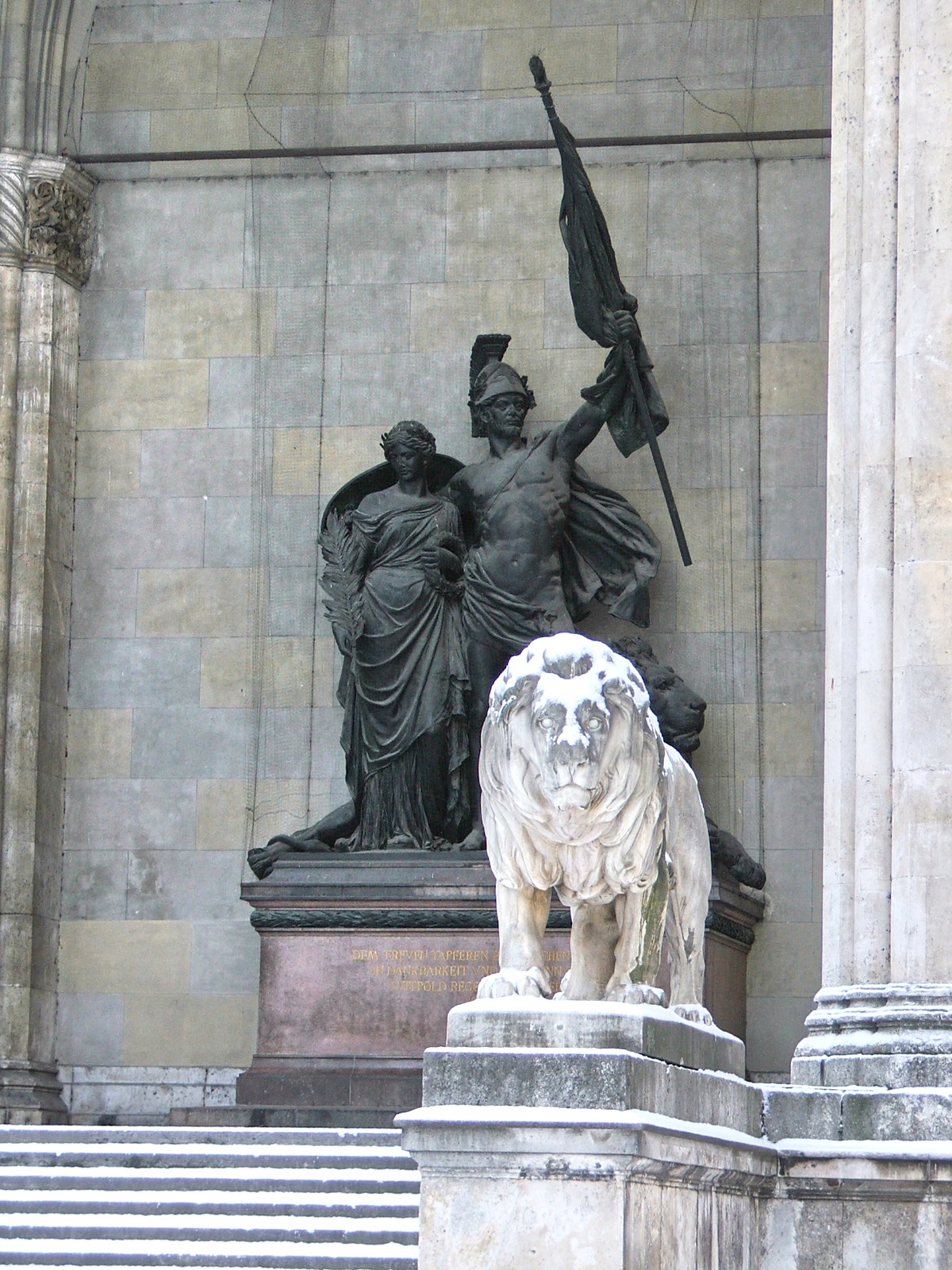
Один из двух парных львов у подножия монумента Фельдхернхалле, Мюнхен
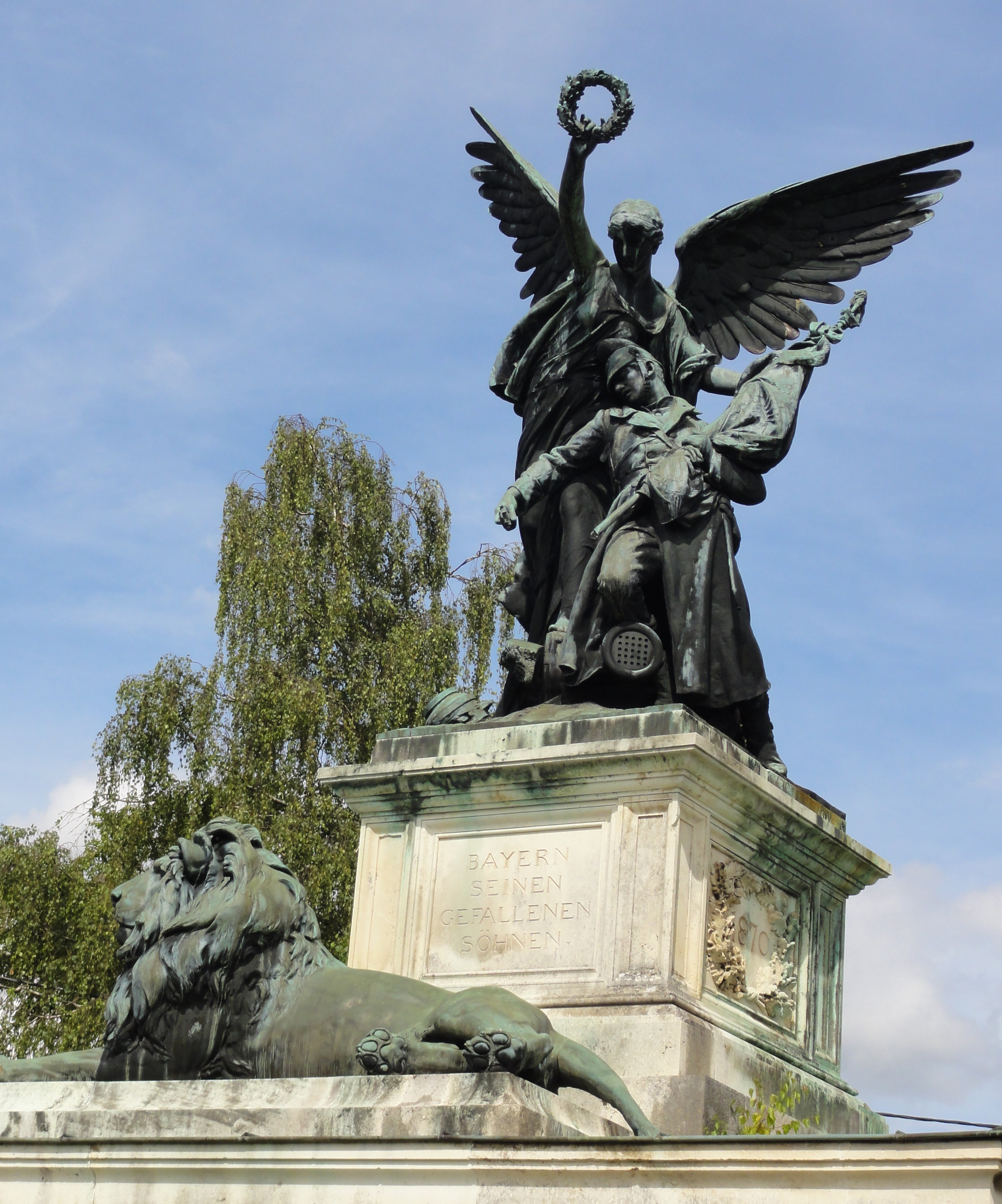
Памятник павшим в ходе Франко-прусской войны баварским солдатам, Вёрт, Эльзас, Германская империя (ныне Франция)
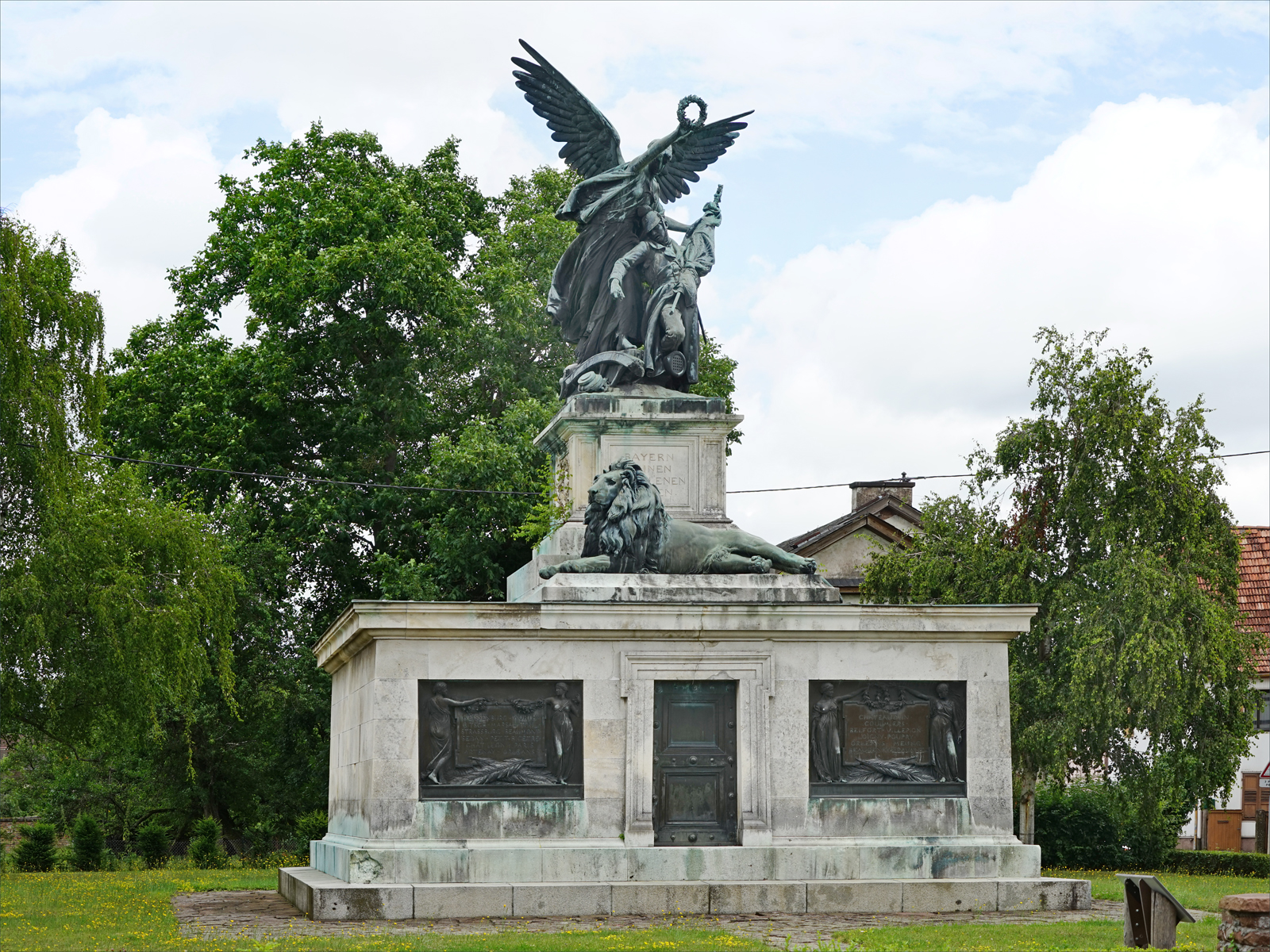
Тот же памятник, общий вид
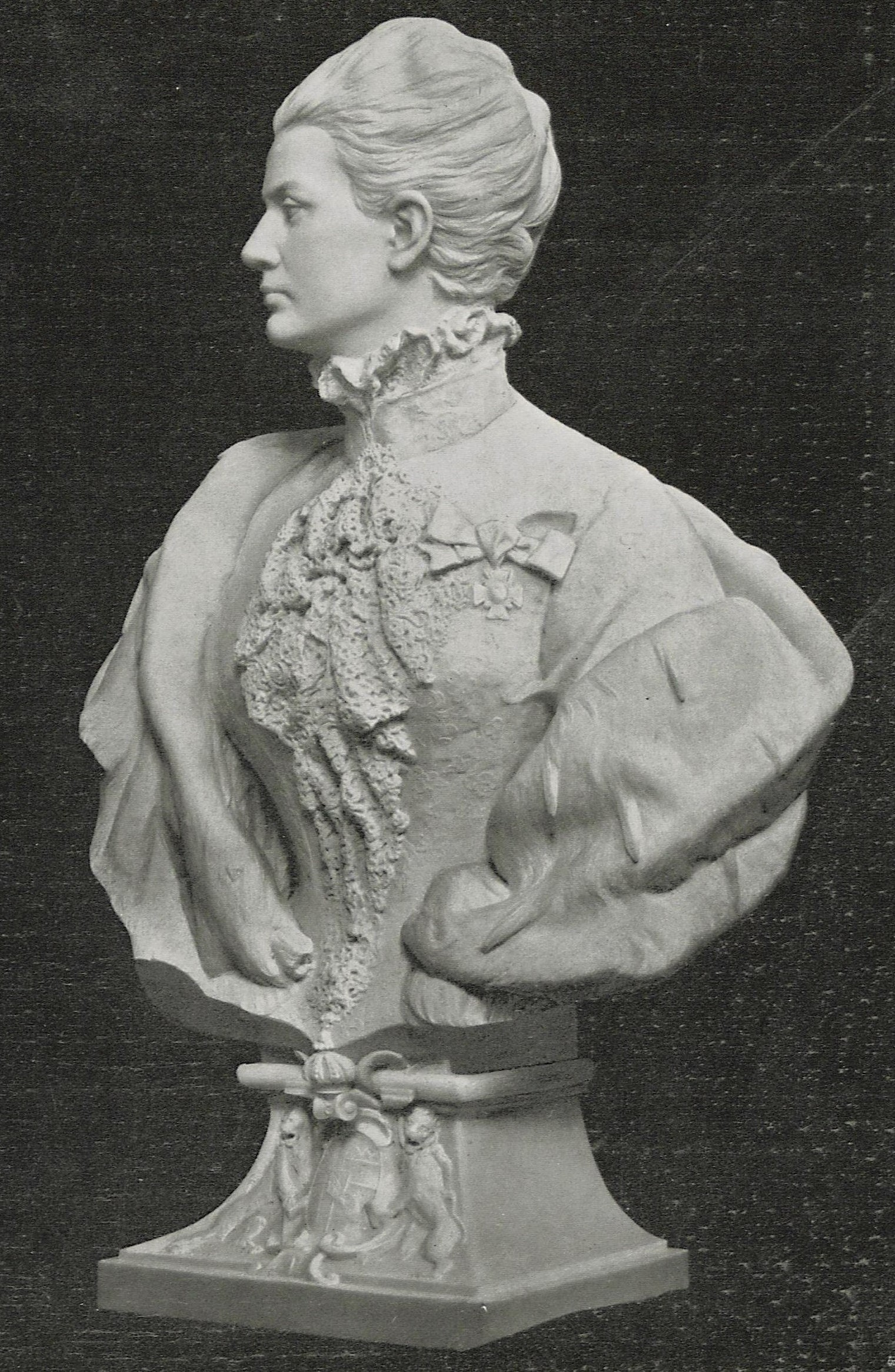
Бюст путешественницы и учёного-зоолога принцессы Терезы Баварской
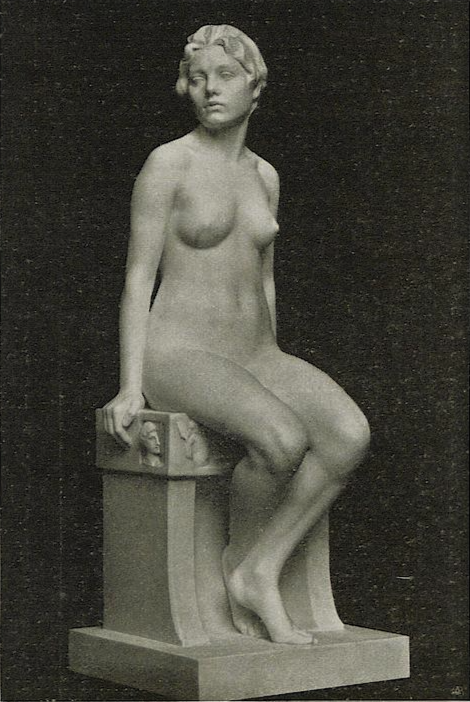
Обнажённая девушка